# Tamán
Tamán (del ruso: Тама́нь) o Tamánskaya (Таманская) es una stanitsa del raión de Temriuk del krai de Krasnodar del sur de Rusia. Situada en la península de Tamán, en la orilla meridional de la bahía de Tamán del estrecho de Kerch, entre el mar Negro y el mar de Azov, 54 km al oeste de Temriuk y 155 km al oeste de Krasnodar, la capital del krai. Volná pertenece a la cabecera del municipio Tamánskoye.

## Historia

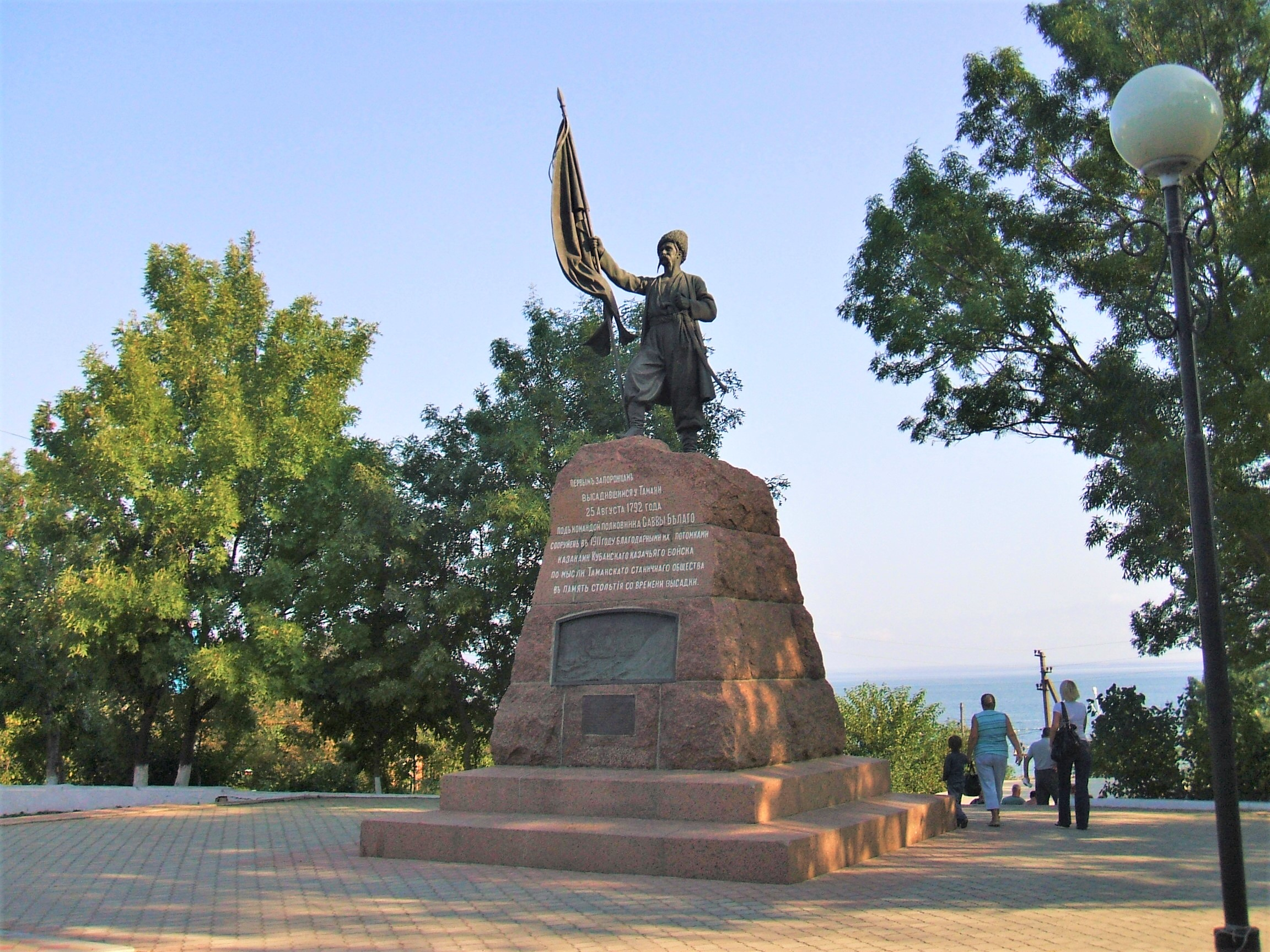
Monumento a los cosacos.

Aproximadamente en 592 a. C. los griegos fundaron una colonia en el emplazamiento de la actual localidad con el nombre de Germonassa. Hasta el siglo IV fue una de las ciudades del reino del Bósforo. Los bizantinos establecieron aquí una colonia de nombre Tmatarja o Matarja, que sería conquistada por los jázaros que crearon una ciudad que sería conocida como Tamatarja, Matluka, Samkerts, Samkush o Tumen-Tarhan. Parece que se estableció una importante comunidad judía puesto que las fuentes árabes la llaman Samkush al yajud, «la judía».
En el siglo X (965), tras su conquista por Sviatoslav I, se estableció un principado de la Rus de Kiev, el principado de Tmutarakañ, que tuvo aquí su capital, Tmutarakañ (Tmutorokan, Tmutorokon, Tmutorokan', Tmutorotan, Torokan) y que controlaba el Bósforo Cimerio. La ciudad contaba con una muralla de ladrillo y era un importante puerto en las comunicaciones con Constantinopla y las ciudades del Ponto Euxino. Se establecieron comunidades de rusos, griegos, alanos, adigués, judíos y armenios debido al próspero comercio. Mstislav, que gobernó entre 988 y 1036, mandó construir una iglesia a la madre de Dios. Posteriormente sería ocupada por los cumanos (que la llamaron Matarja, del siglo XII a mediados del siglo XIII), por los mongoles (Matrika, mediados del siglo XIII-inicios del siglo XIV), los genoveses (Matrega, siglos XIV y XV), y por los otomanos (Junkala y más tarde Tamán, siglo XVII-siglo XVIII).
El 25 de agosto de 1792 cerca de la stanitsa actual se produjo el desembarco de los cosacos del Mar Negro, que han fundado una asentamiento, en el que se establece una guarnición y una flotilla. Al año siguiente erigen la iglesia de la Protección de la Madre de Dios (Pokrovka). A comienzos del siglo XIX tenía 4291 habitantes, dos iglesias, dos escuelas y una treintena de comercios, y muchos de sus habitantes viven de la pesca. Se instala un puesto telegráfico. A partir de 1849 es considerada stanitsa. Formó parte del otdel de Temriuk del óblast de Kubán. En la localidad vivió Mijaíl Lérmontov. En los años de la Gran Guerra Patria, la captura soviética en 1943 de Tamán supuso la liberación del Kubán.

## Demografía
| Gráfica de evolución de Tamán entre 1939 y 2021 |
|                                                 |
| Fuente:Krsdstat                                 |

## Lugares de interés
De la localidad cabe destacarse como lugares de interés turístico el yacimiento de Germonasa-Tmutarakañ, la iglesia Pokrovka (1793), la primera iglesia ortodoxa del Kubán, construida por los emigrantes cosacos de Zaporizhia, la fuente Turetski ("turca"), obra hidráulica del siglo XV, las murallas de la fortaleza Fanagoriski, el monumento a los cosacos zaporogos fundadores (escultura de Amandus Adamson), la casa museo Mijaíl Lérmontov, el museo arqueológico, el museo del vino, la punta Tuzla y el parque etnográfico Atamán.

## Economía y transporte
Al sur de la localidad se halla un importante puerto internacional para la exportación de petróleo, productos petrolíferos, gases liquídos, amoníaco (de la empresa Toliatiazot) y cereales. Al oeste de Tamán se construye el puente sobre el estrecho de Kerch, que unirá la península de Tamán y la península de Crimea.

## Galería

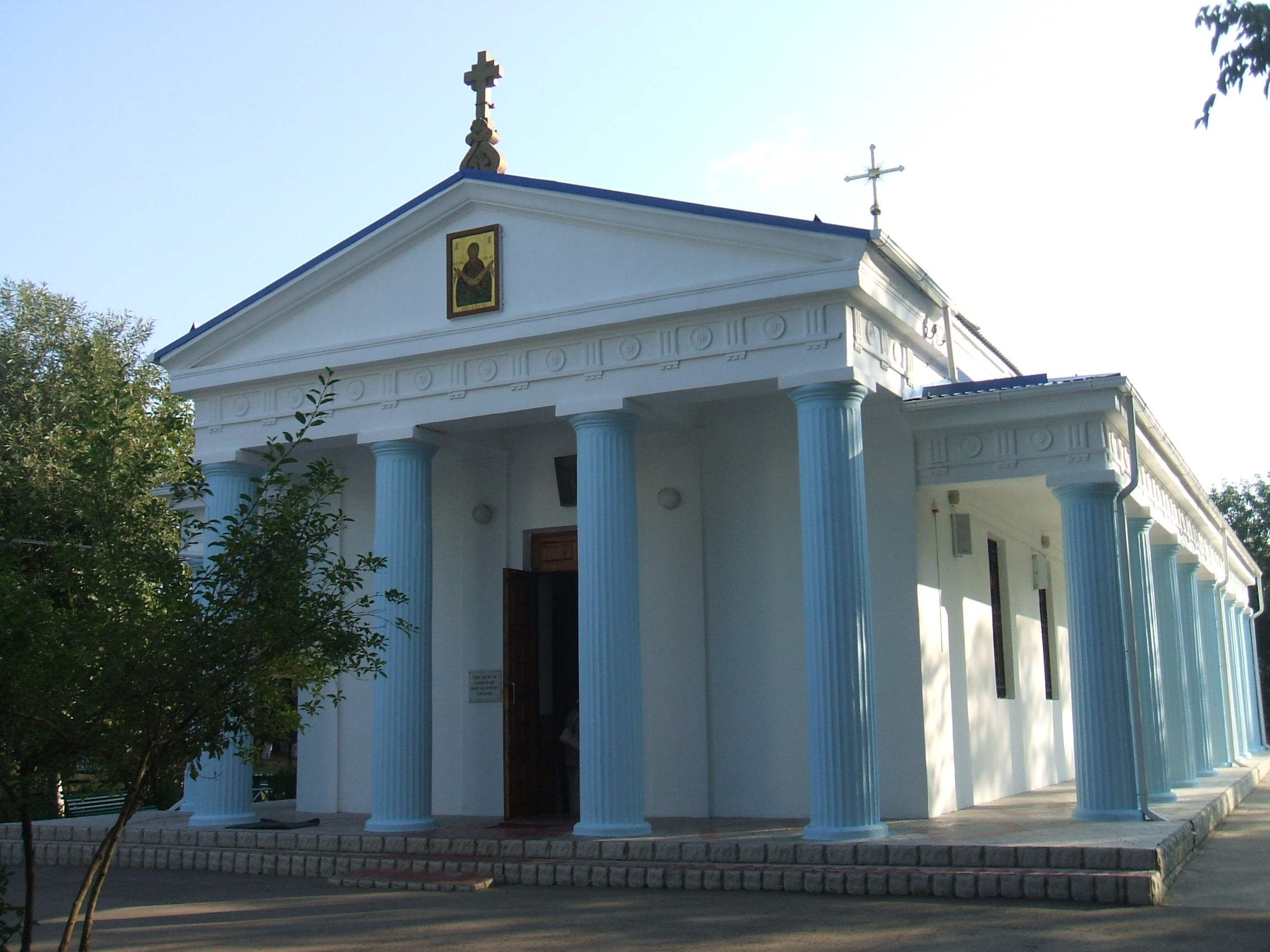
Iglesia Pokrovka, primera iglesia rusa del Kubán
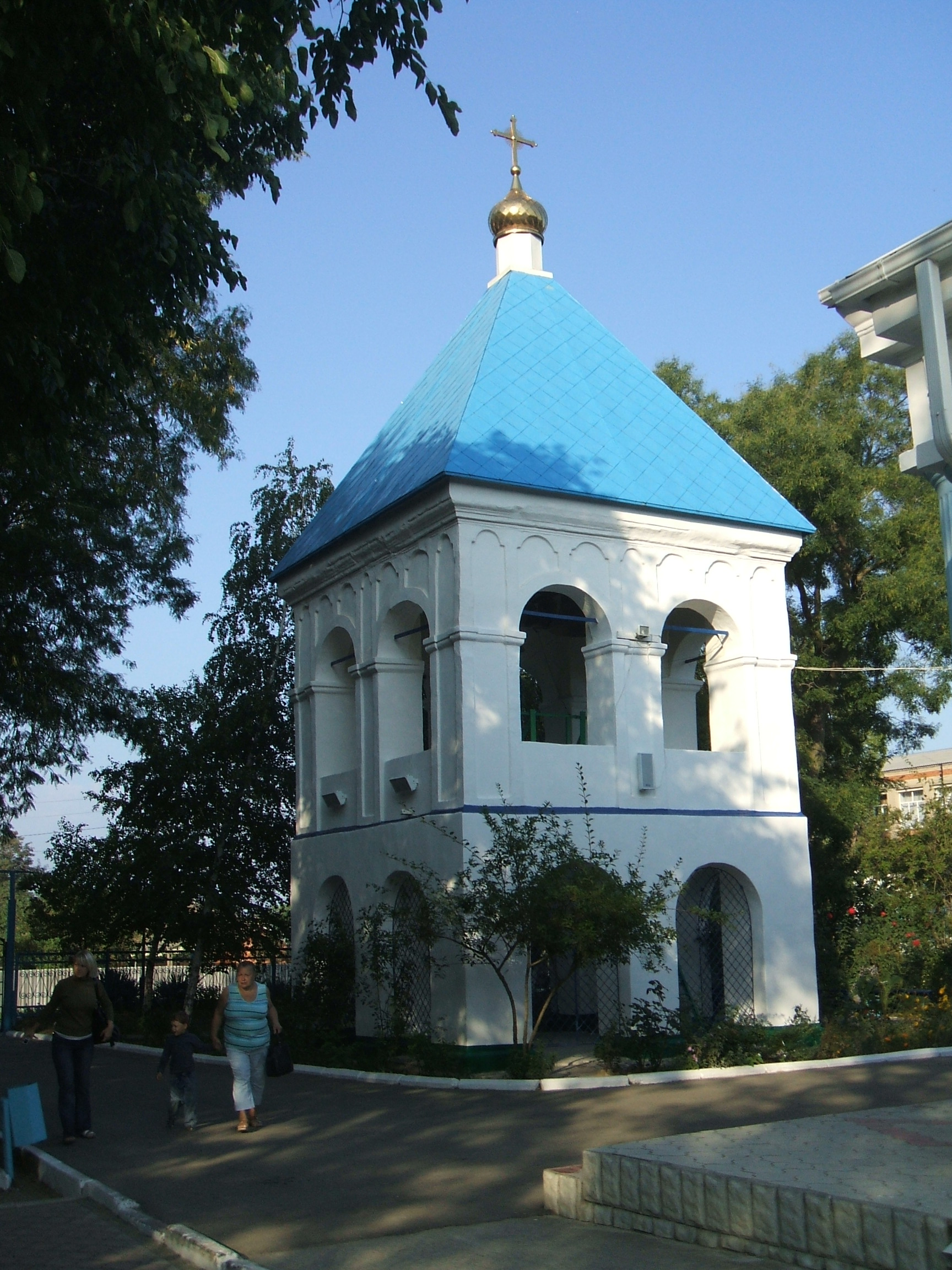
Campanario de la iglesia
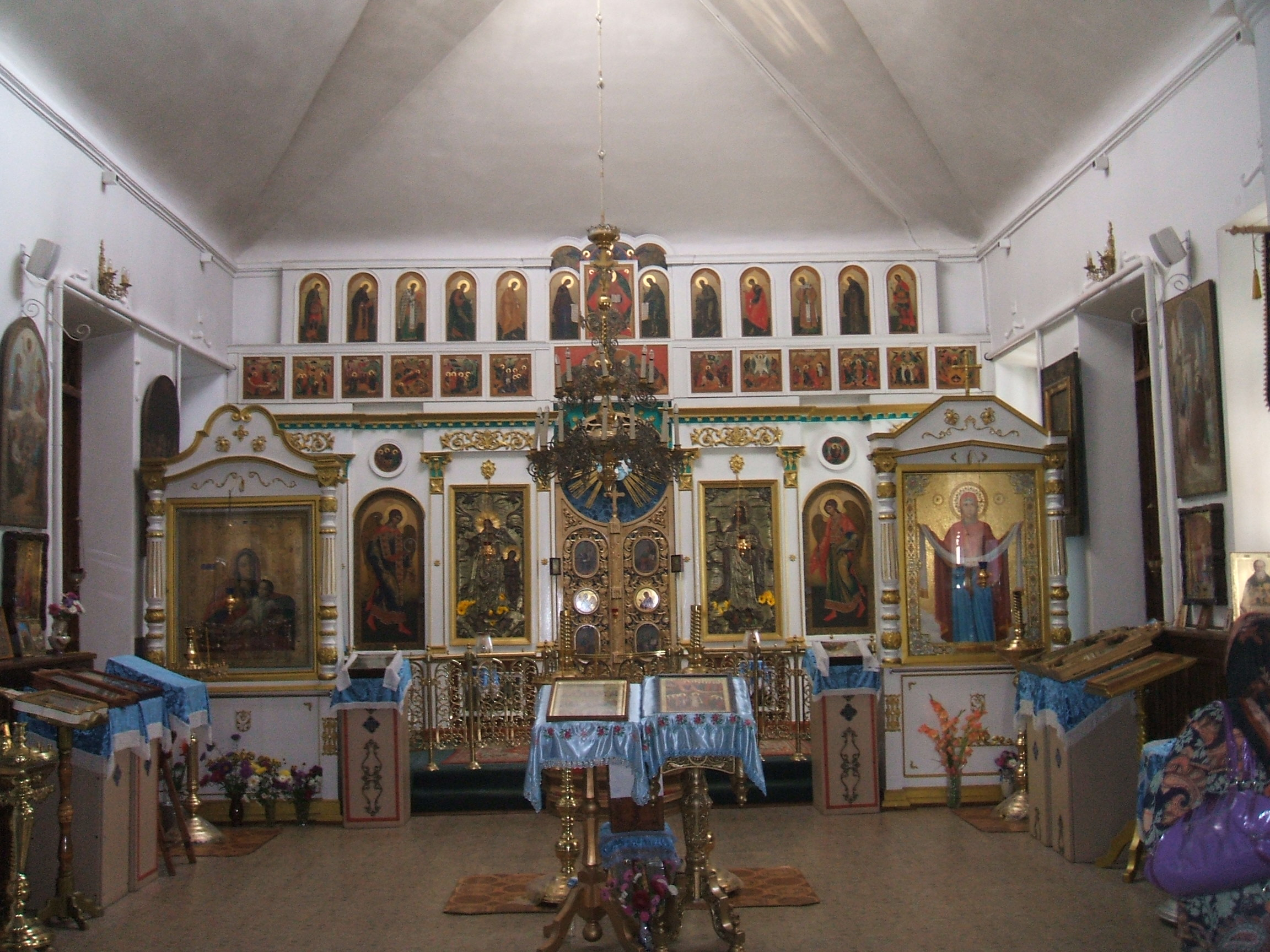
Iconostasio de la iglesia

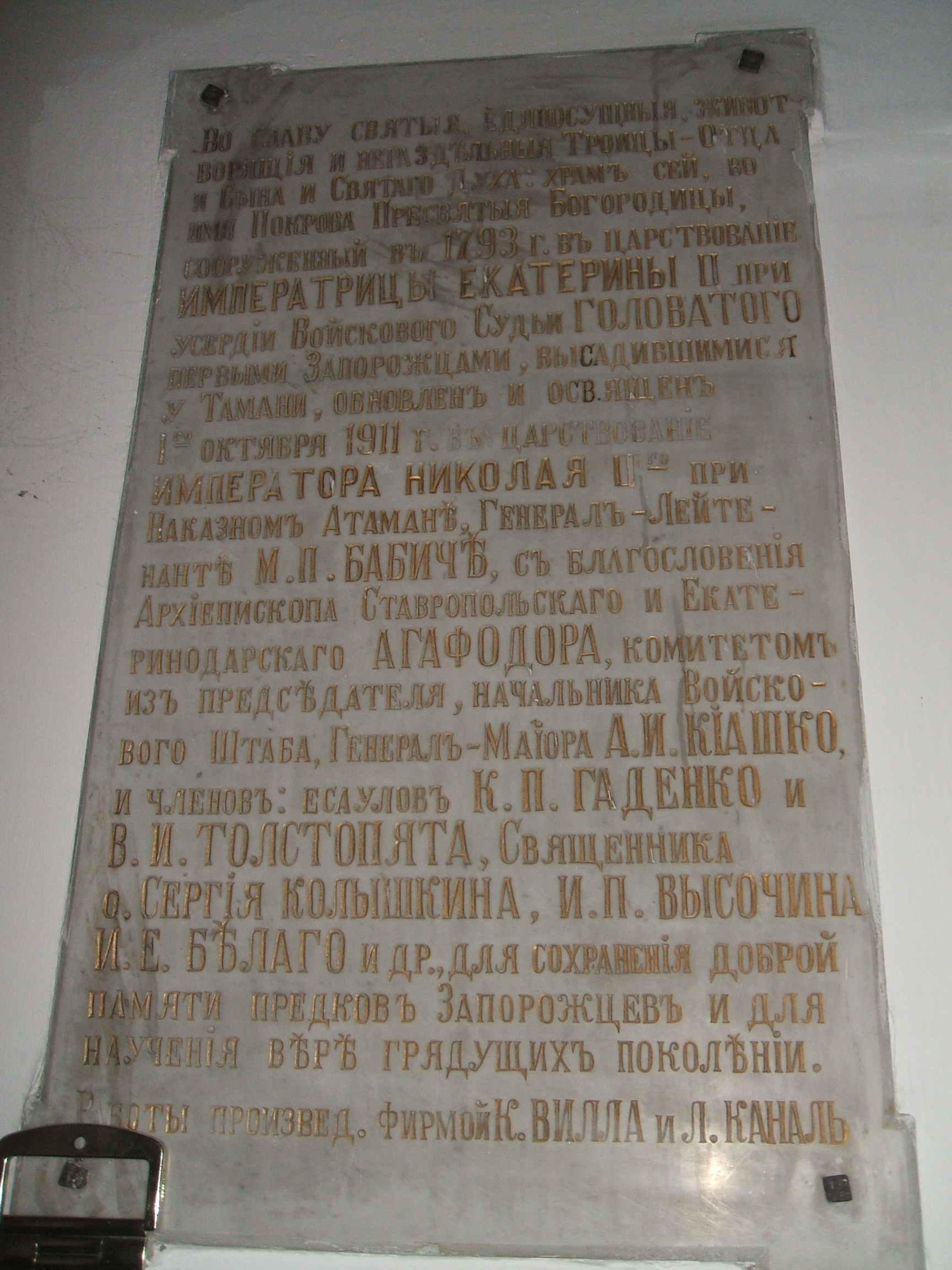
Placa conmemorativa a los fundadores de la iglesia
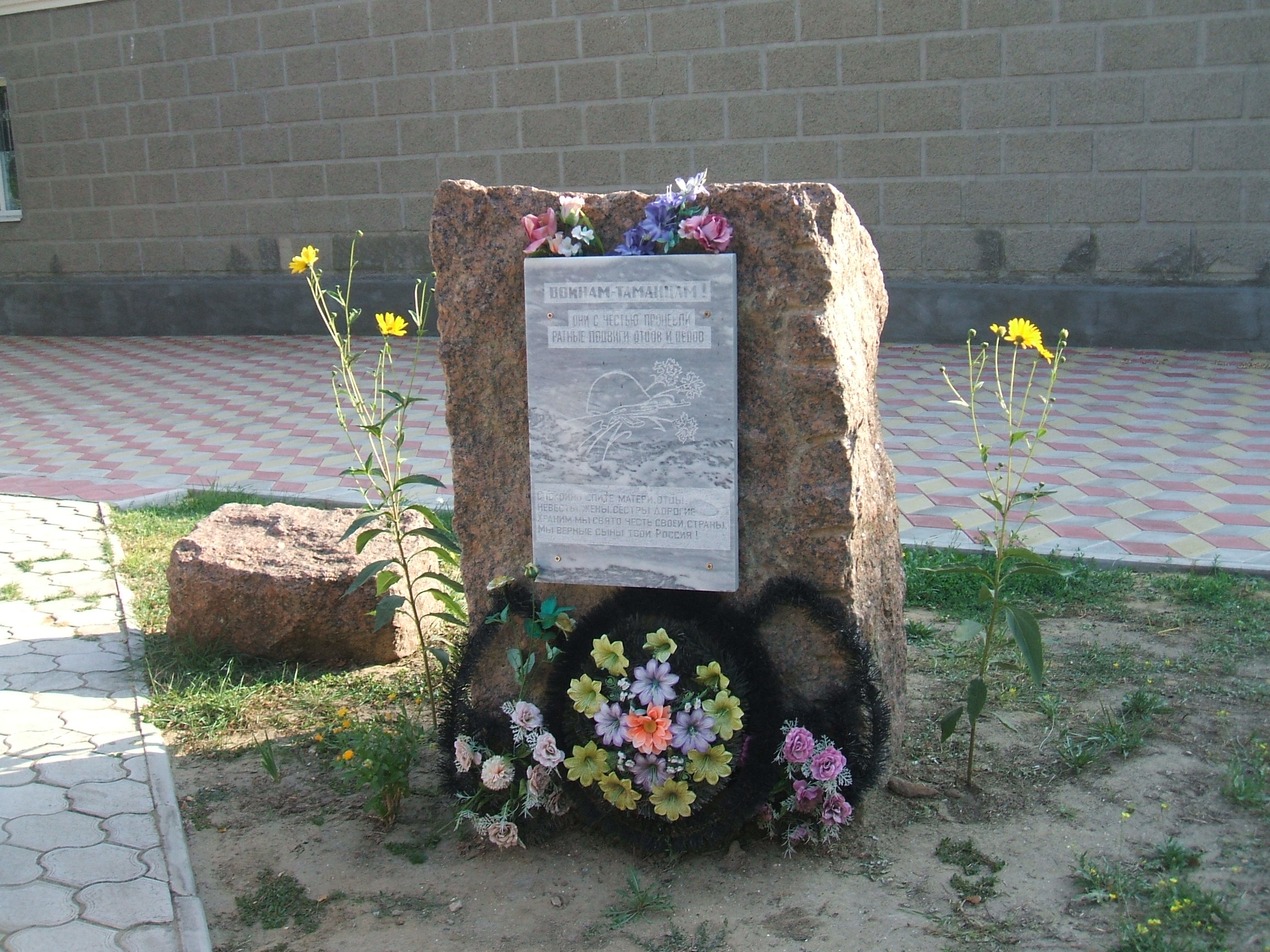
Memorial a los veteranos de la guerra
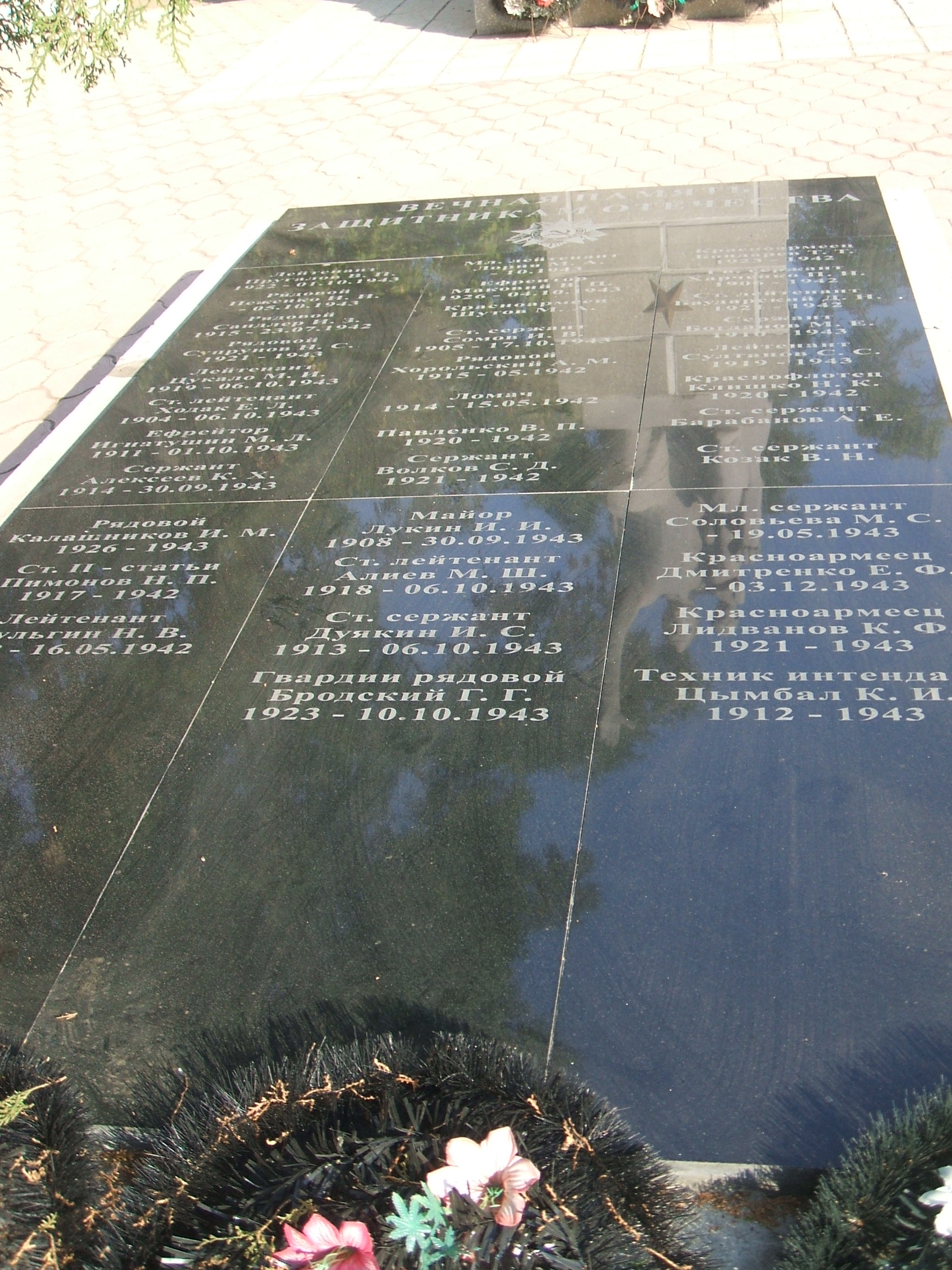
Tumba común en Tamán
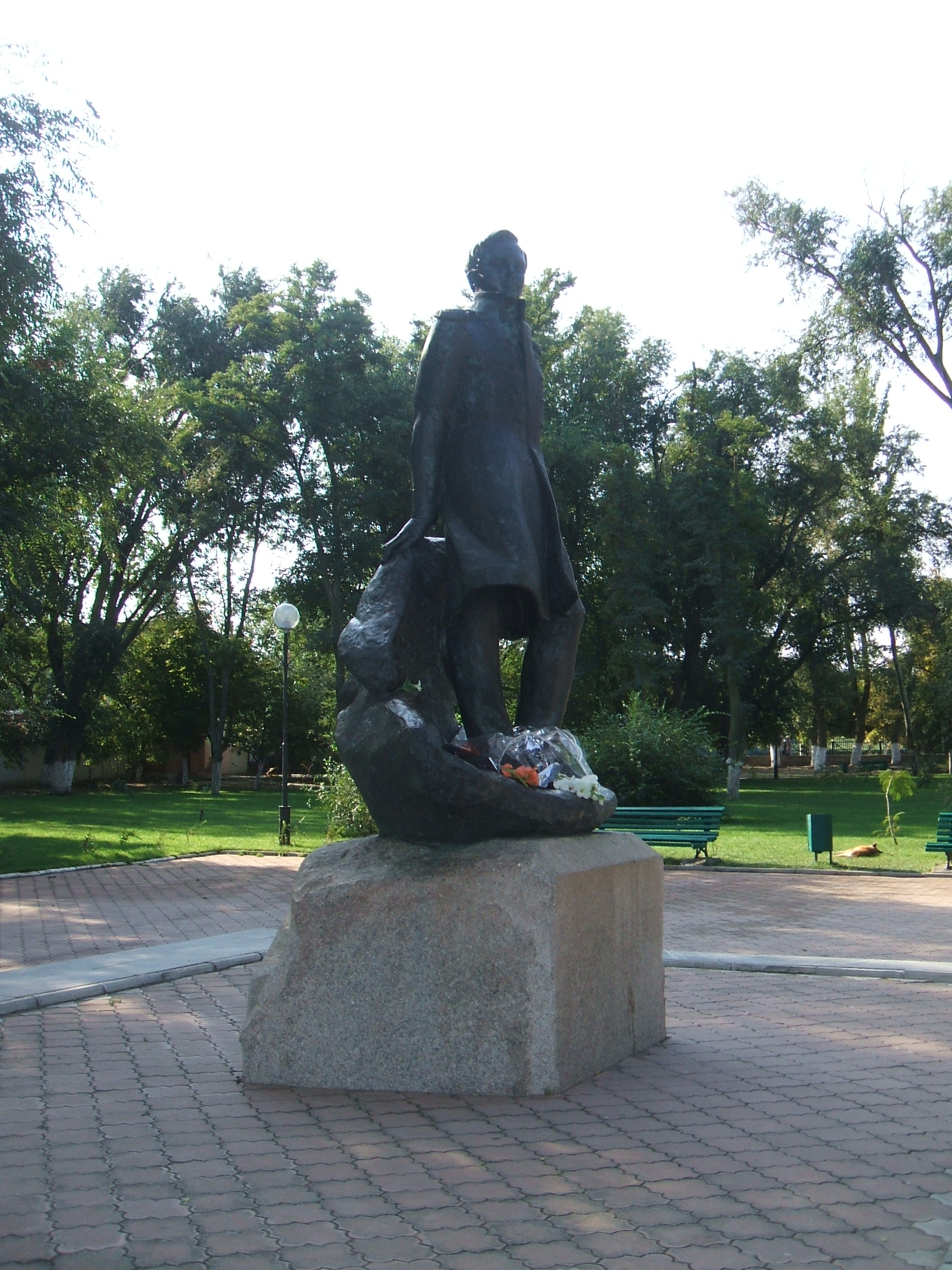
Monumento a Mijaíl Lérmontov
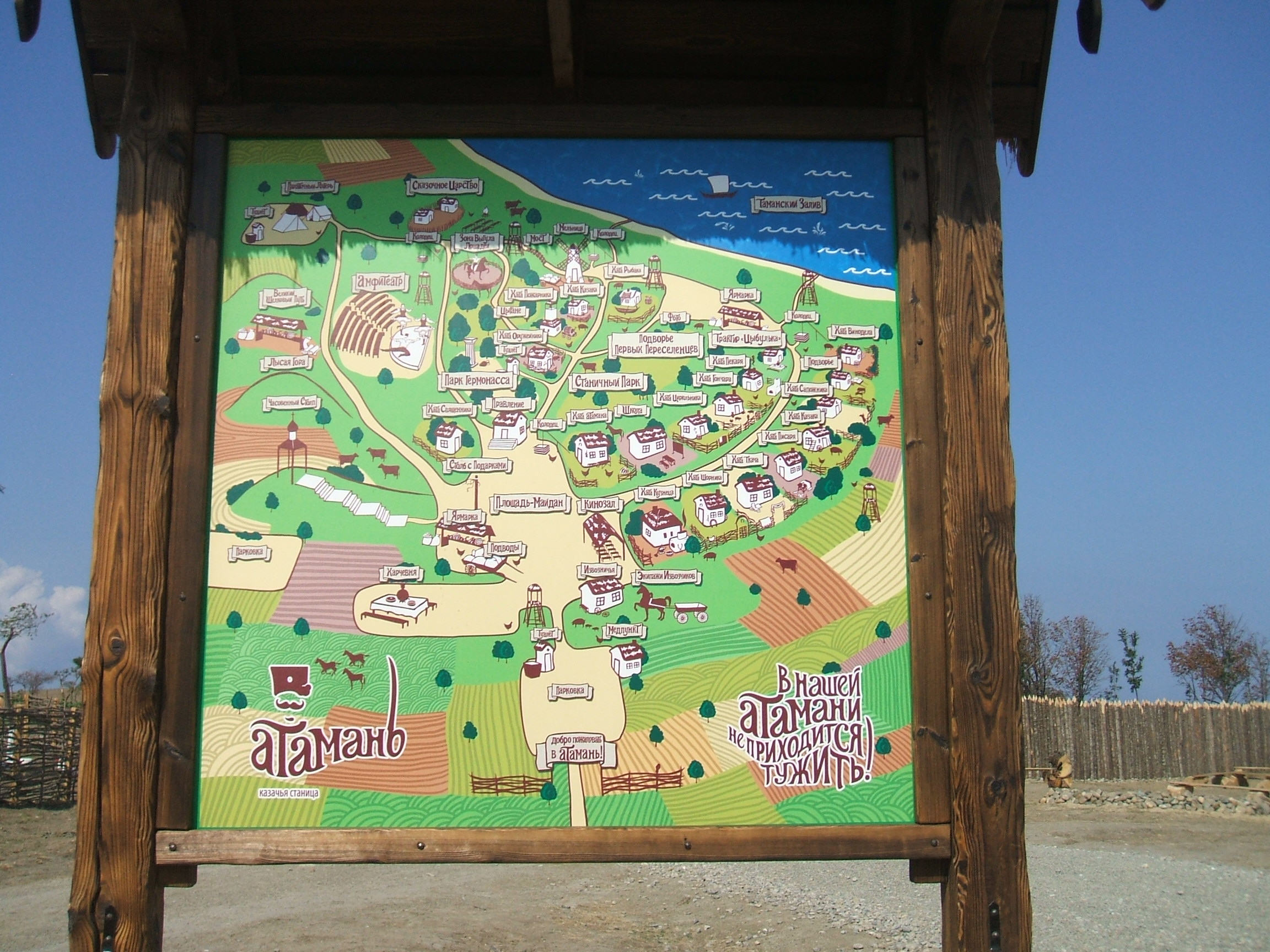
Plano del Museo Atamán
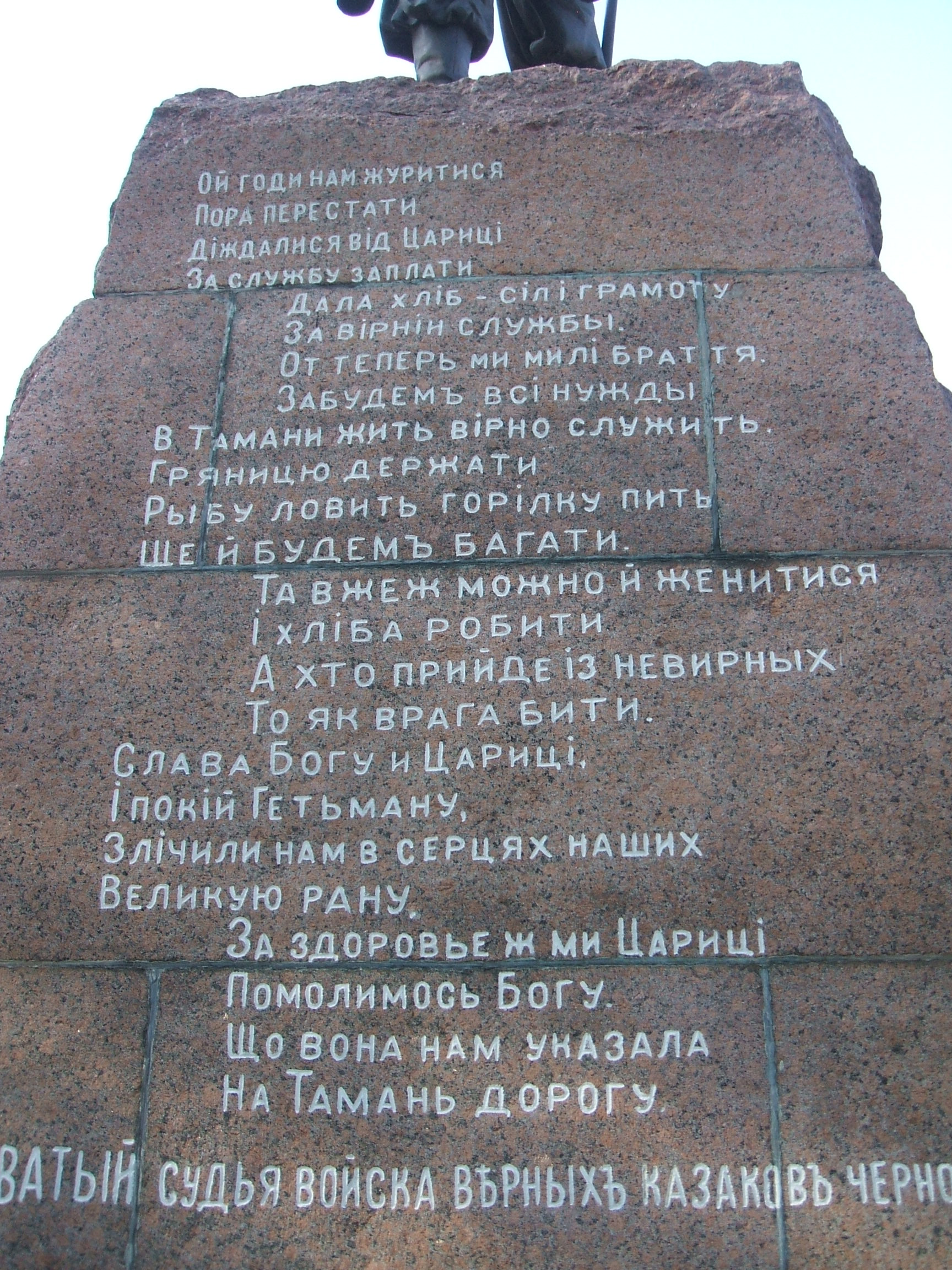
Detalle del monumento a los cosacos

## Personalidades
- Anatoli Koldakov (1937-1993), futbolista soviético.